# Nemi D'Agostino
Nemi D'Agostino (Roma, 1924 – Roma, 13 ottobre 1992) è stato un anglista italiano.

## Biografia
Nato a Roma, dove completò gli studi universitari, ebbe come maestro il saggista Mario Praz, uno dei padri dell'anglistica in Italia e tra i massimi critici dell'opera shakespeariana, di cui fu uno degli allievi prediletti insieme a Vittorio Gabrieli, Gabriele Baldini, Giorgio Melchiori e Agostino Lombardo. Questi in seguito fondarono una «scuola romana» che rese l'anglistica italiana apprezzata all'estero. Docente di letteratura inglese presso l'Università degli Studi di Milano e La Sapienza di Roma, nel corso della sua decennale carriera D'Agostino si occupò soprattutto delle opere dei maggiori autori britannici e americani, in veste sia di critico letterario che di traduttore.
Fra il 1953 ed il 1956 pubblicò alcuni saggi sulla poetica di Ezra Pound, riuniti poi nella monografia Ezra Pound, fra i primi e più significativi contributi italiani sulla poesia poundiana . D'Agostino sottolinea gli aspetti estetizzanti e irrazionali dell'opera, ricostruiti sulla scorta del contesto culturale e personale del poeta. Nel 1961 scrisse per l'enciclopedia Treccani le voci su Pound, Christopher Marlowe e altri autori di lingua inglese.
Fu uno dei primi critici italiani a occuparsi di Francis Scott Fitzgerald, dopo che le prime traduzioni del 1936 e del 1941, inserite da Elio Vittorini nell’antologia Americana (Bompiani, 1941) e firmate da Eugenio Montale, non avevano richiamato l'attenzione critica. Per quanto Fitzgerald fosse un prosatore, D'Agostino lo definisce  «poeta» per via dello stile raffinato, che definisce «lirismo magico» in un articolo comparso su Studi Americani nel 1957.
Nemi D'Agostino è ricordato inoltre per la traduzione in italiano del romanzo Moby Dick di Herman Melville, edito da Garzanti nel 1966, nella quale si distinse per la fedeltà al testo originario e per la chiarezza dei termini usati. Fino ad allora, la traduzione italiana più importante del capolavoro di Melville era stata quella di Cesare Pavese del 1932, e con essa si dovette misurare.
«Mi sembra che D'Agostino abbia risolto il suo problema nel modo più brillante. Rispettando, cioè, lo spirito, lo straordinario orecchio con cui Pavese ci aveva porto la prosa dei «marinaio-filosofo », e insieme adattandone alla nostra epoca moltissimi termini: sia aggiornando talune espressioni, sia restituendo ad altre, con maggiore aderenza al testo originale, il loro significato pregnante là dove Pavese ne aveva colto solo l'avvincente aspetto coloristico.»

— Corriere della Sera, 2 ottobre 1966
Negli anni settanta, D'Agostino inaugurò un sodalizio culturale con esponenti del teatro, della musica e della letteratura italiana contemporanea. Nel 1970 collaborò col compositore Francesco Pennisi, scrivendo i testi di Lune offensée e Serene, due canzoni in lingua francese per soprano, flauto, pianoforte preparato e contrabbasso. Sempre con Pennisi sceneggiò nel 1972 la prima opera di teatro musicale del compositore acese, Sylvia Symplex, rappresentata alla Biennale di Venezia. Sotto la regia di Roberto Guicciardini, nel 1975 fu lo sceneggiatore dell'adattamento televisivo de La scuola della maldicenza, la commedia di maniera settecentesca di Richard Brinsley Sheridan. Infine, nel 1979 inaugurò assieme all'anglista e critico letterario Agostino Lombardo il seminario Shakespeare e il suo tempo presso il Teatro Lirico di Milano, che si svolse in dieci giornate nel corso di tre mesi.
A partire dal 1984 e per i successivi otto anni, Nemi D'Agostino diresse una nuova traduzione integrale commentata delle opere teatrali e poetiche di Shakespeare per l'editore Garzanti. Le traduzioni e i commenti furono preparati da D'Agostino e numerosi altri studiosi italiani;  offrono una testimonianza collettiva di come Shakespeare è stato letto, interpretato e tradotto in Italia alla fine del XX secolo.
Nemi D'Agostino si spense improvvisamente nel 1992, lasciando incompiuta l'opera omnia shakespeariana. I restanti volumi (D'Agostino fece in tempo a redigerne 22) furono curati dall'amico e critico letterario Sergio Perosa verso il finire del secolo.

## Opere principali

### Autore
- L'ordine e il caos, studi sugli augustei, 1947 Università di Trieste.[15]
- Christopher Marlowe, 1950 Edizioni di Storia e Letteratura.
- Shakespeare e il Rinascimento, 1959 Istituto di Filologia Germanica.
- Ezra Pound,1960 Edizioni di Storia e Letteratura.[7]
- L’ultimo Hemingway, 1960, The Sewanee Review.[16]
- Sette discordanze, 1978 Guanda editore.[17]

### Traduttore
- I sette pilastri della saggezza di T.E.Lawrence. 1949 Collana Omnibus, Milano, Bompiani.
- Il colonnello Jack di Daniel Defoe, 1953 Milano, Garzanti.
- On the Limits of Poetry: Selected Essays, 1928-1948 di Allen Tate, 1957 Roma, Edizioni di storia e letteratura
- Ezra Pound, Saggi letterari, a cura di T.S. Eliot, 1957, Milano, Garzanti
- Moby Dick di Herman Melville, 1966 Collana Garzanti per tutti: I grandi libri, Milano, Garzanti
- La tragica storia del Dottor Faust di Christopher Marlowe, 1983 Mondadori,

#### Shakespeare
- La Tempesta, 1984 Milano, Garzanti.[18]
- Amleto, 1984 Milano, Garzanti ("Grandi Libri Garzanti").
- Coriolano, 1988 Milano, Garzanti.
- Macbeth, 1989 Milano, Garzanti.
- Come vi piace, 1990 Milano, Garzanti.
- Re Lear, 1990 Milano, Garzanti.
- Le allegre comari di Windsor, 1992 Milano, Garzanti.

### Curatele
- Sogno di una notte di mezza estate di William Shakespeare. Traduzione, presentazione e note di Marcello Pagnini
- Otello di William Shakespeare. Traduzione di Sergio Perosa
- La dodicesima notte di William Shakespeare. Traduzione di Carlo Alberto Corsi